# Сен (остров)
Сен (фр. Île de Sein, брет. Enez Sun) — остров в Бретани, западнее Пуэнт-дю-Ра. На острове находится коммуна Иль-де-Сен департамента Финистер.

## История
Остров обитаем с доисторических времён и был последним убежищем друидов Бретани.
За образцовое выполнение «Призыва 18 июня» генерала Шарля де Голля коммуна острова была награждена орденом Освобождения. В ночь призыва всё военноспособное мужское население острова уплыло на своих рыбацких судах к войскам Свободной Франции. Они составляли четверть ВМС Свободной Франции (Forces Navales Françaises libres), что побудило де Голля к вопросу, живёт ли четверть французов на острове Сен.
На рифе у острова расположен маяк Ар-Мен.

## Галерея

Галерея фотографий
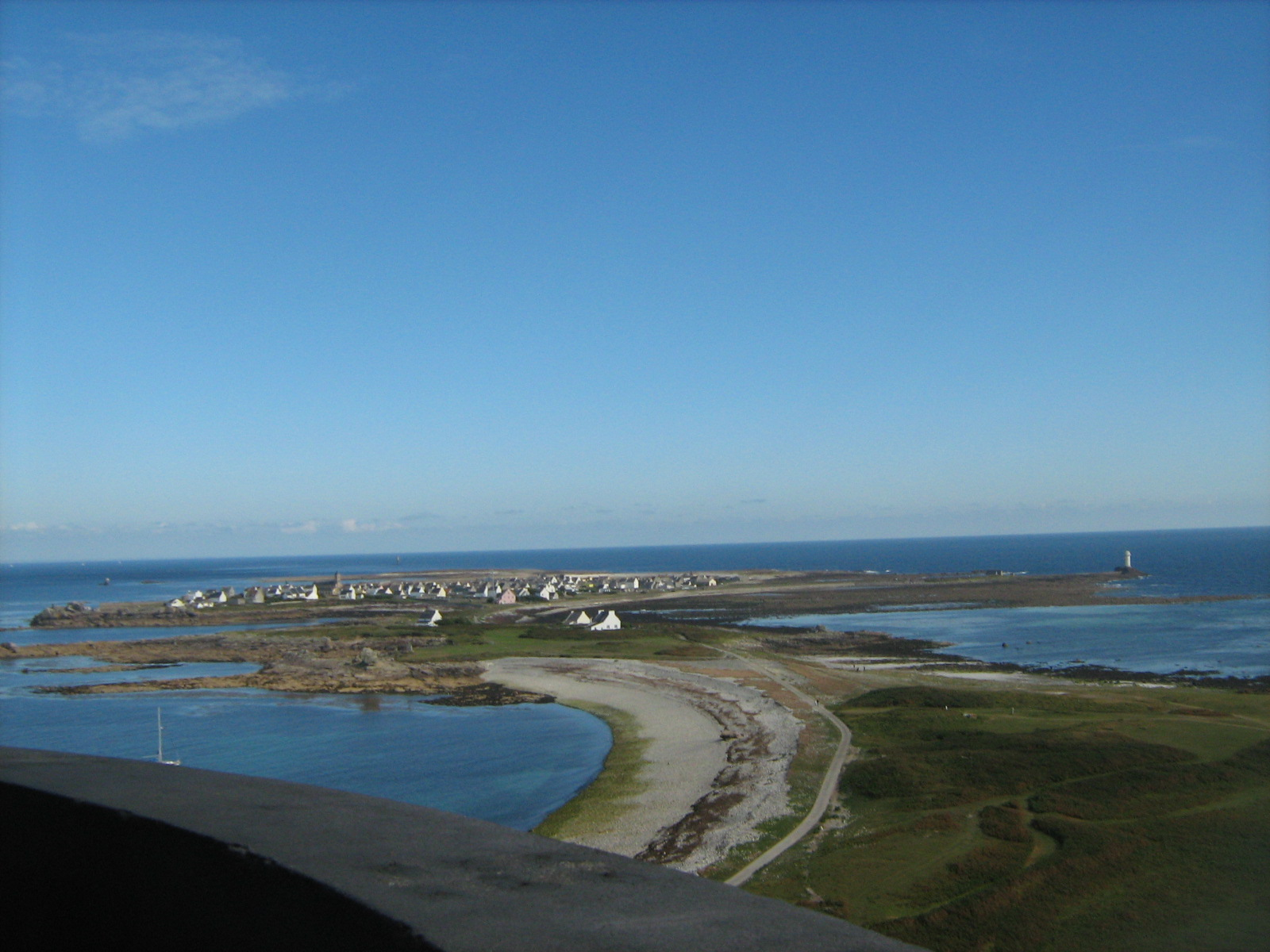
Вид на западную часть острова
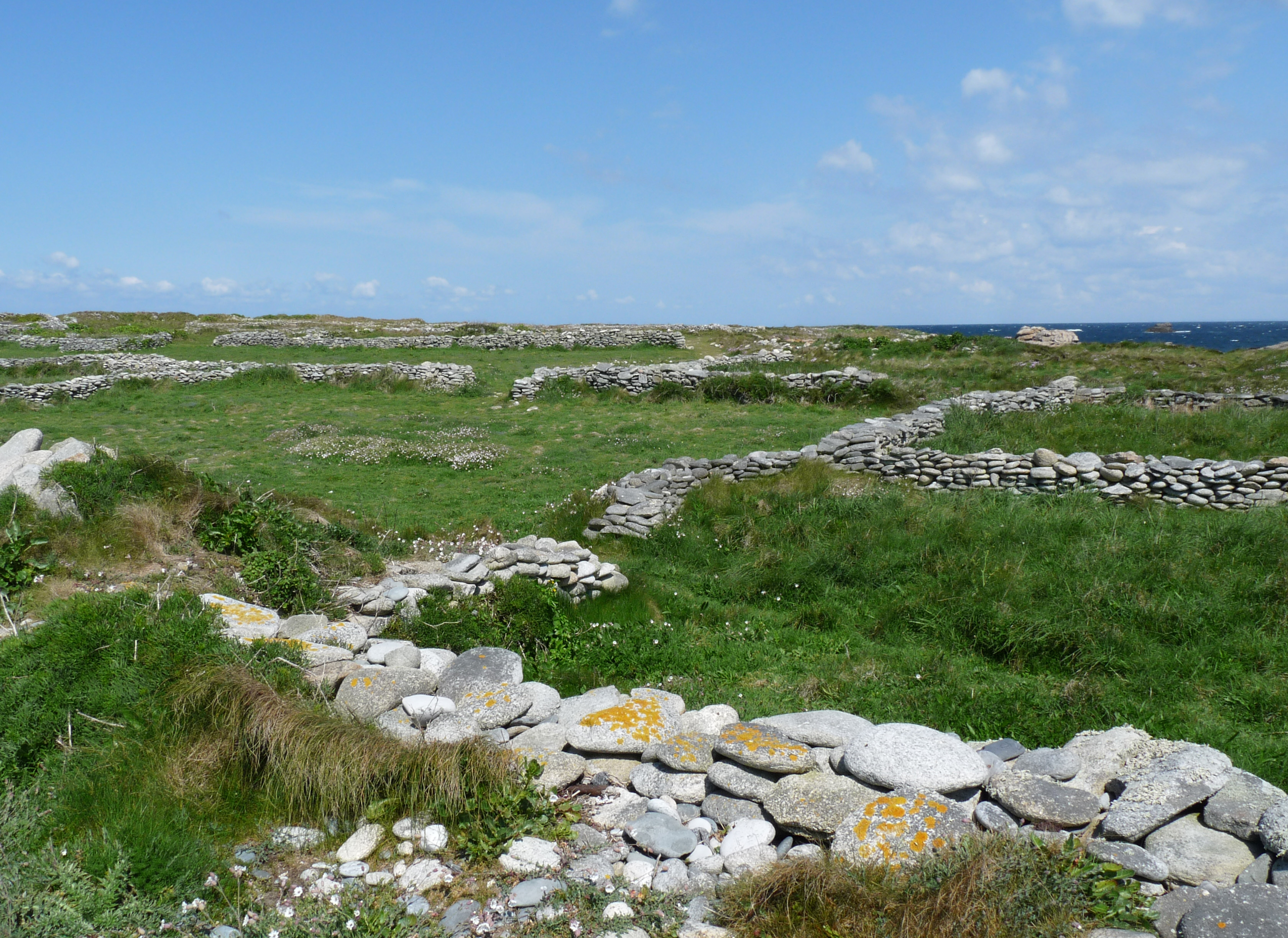
Защитные стены от ветра
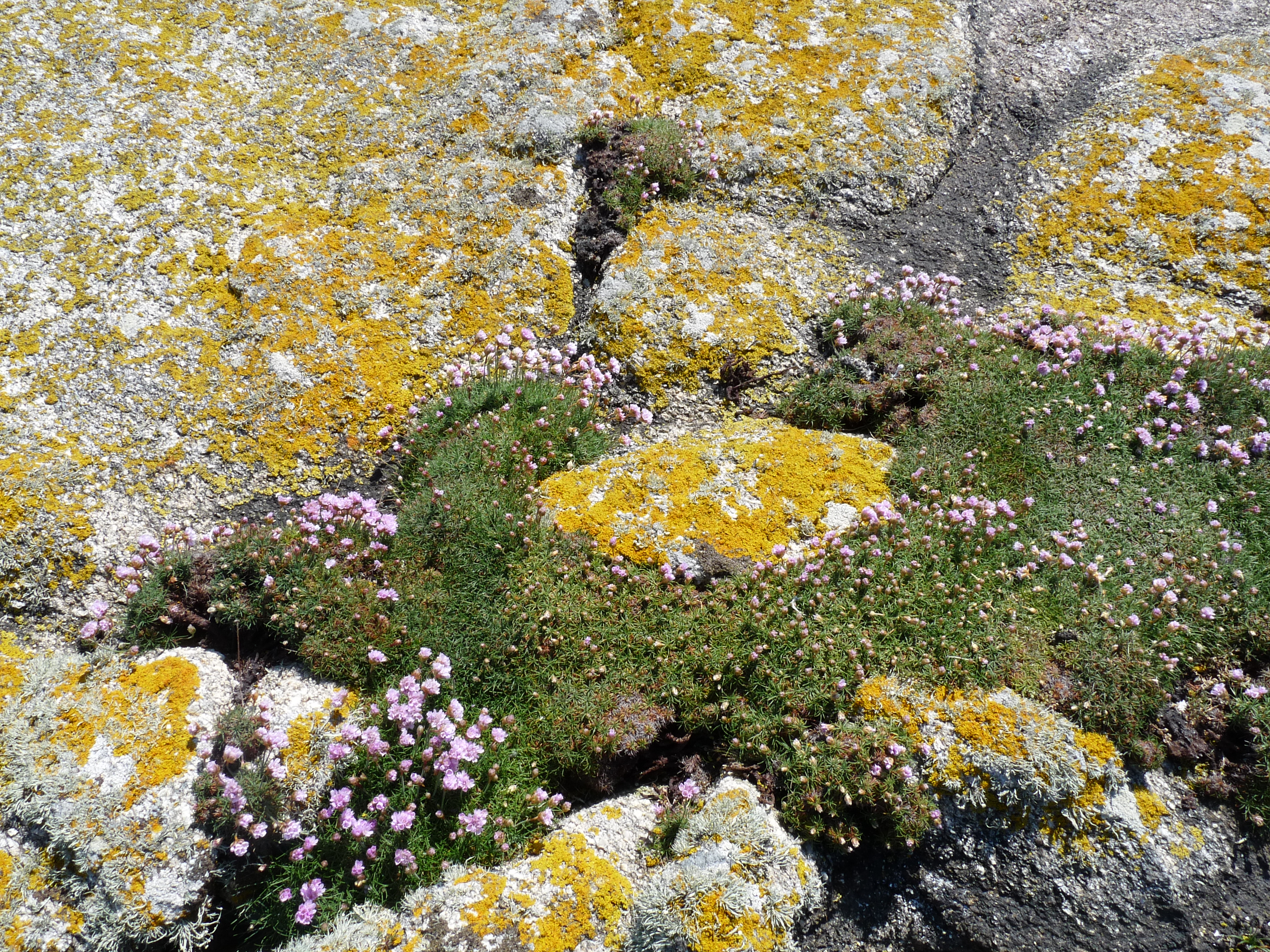
Растительность на скалах
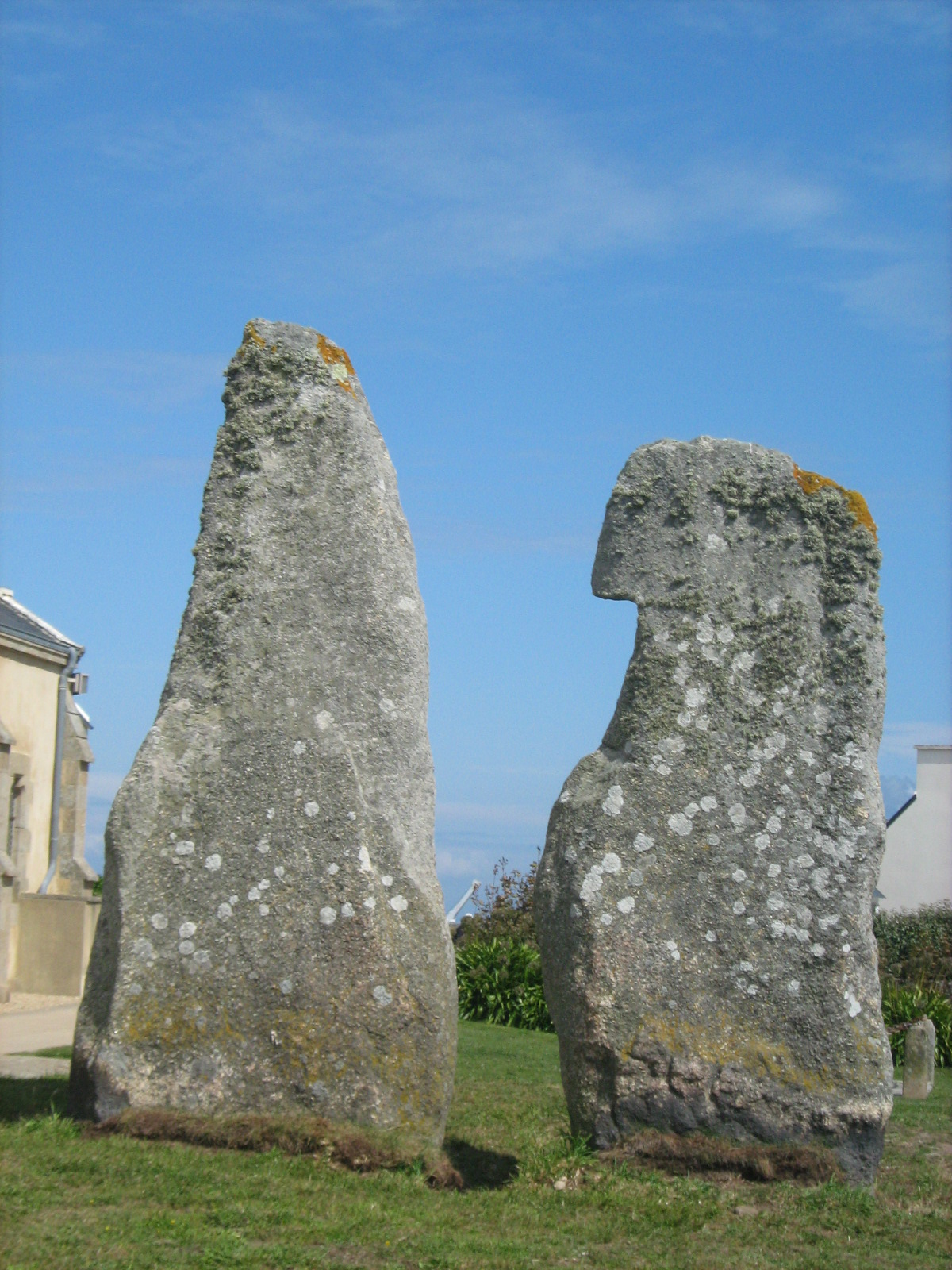
Древние монументы
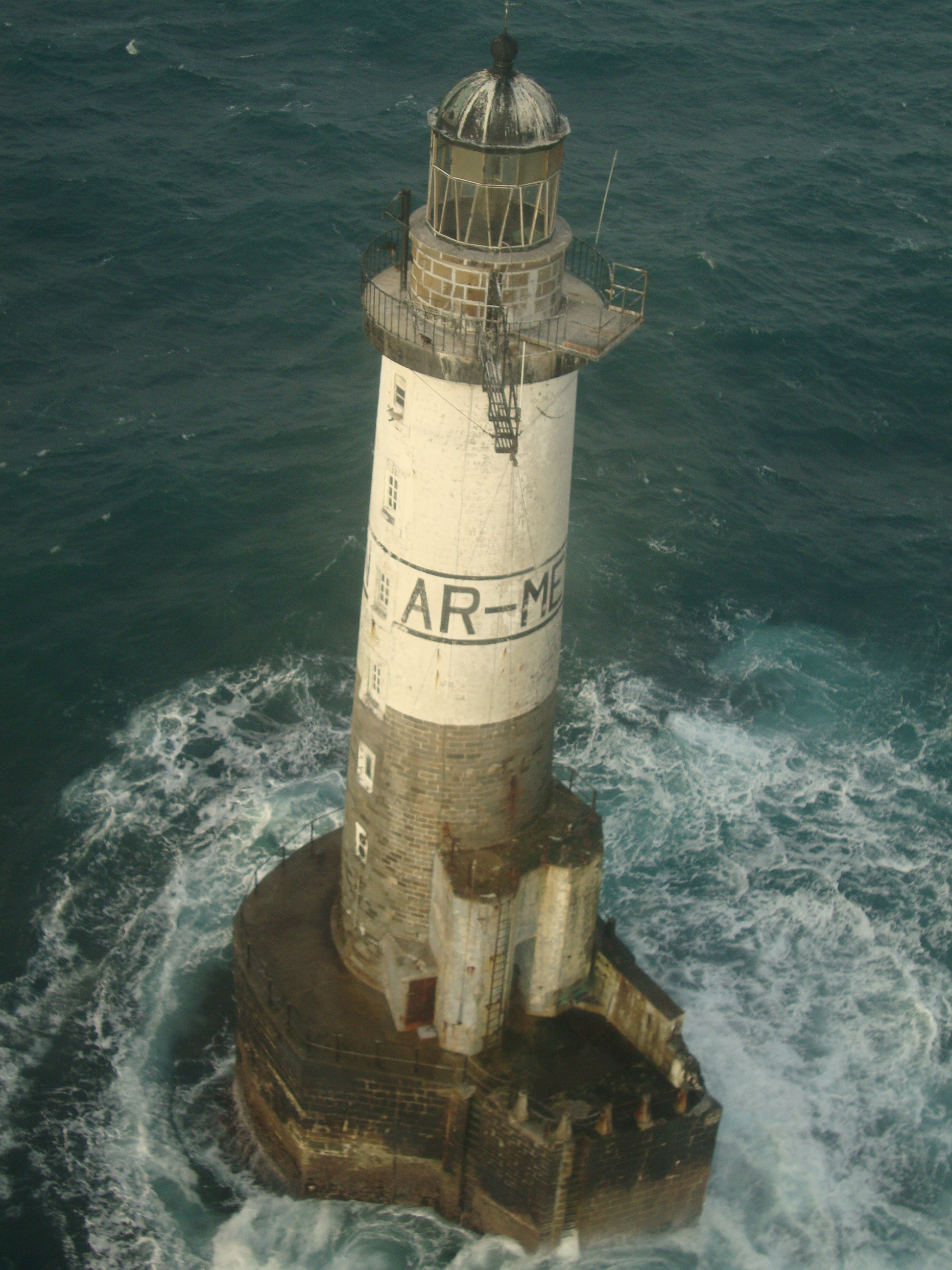
Маяк Ар-Мен